# Ле-Кенуа
Ле-Кенуа́ (фр. Le Quesnoy; нидерл. Kesenet) — город и коммуна на севере Франции, регион О-де-Франс, департамент Нор, округ Авен-сюр-Эльп, в 60 км к юго-востоку от Лилля, в 80 км к северу от Лана, и в 32 км от автомагистрали А2.
Население (2017) — 4 934 чел.

## История
В Средние века Ле-Кенуа был резиденцией графов Геннегау. В XII веке граф Балдуин IV построил здесь дворец, в котором жили его потомки вплоть до XV столетия, и обнёс город крепостными стенами.

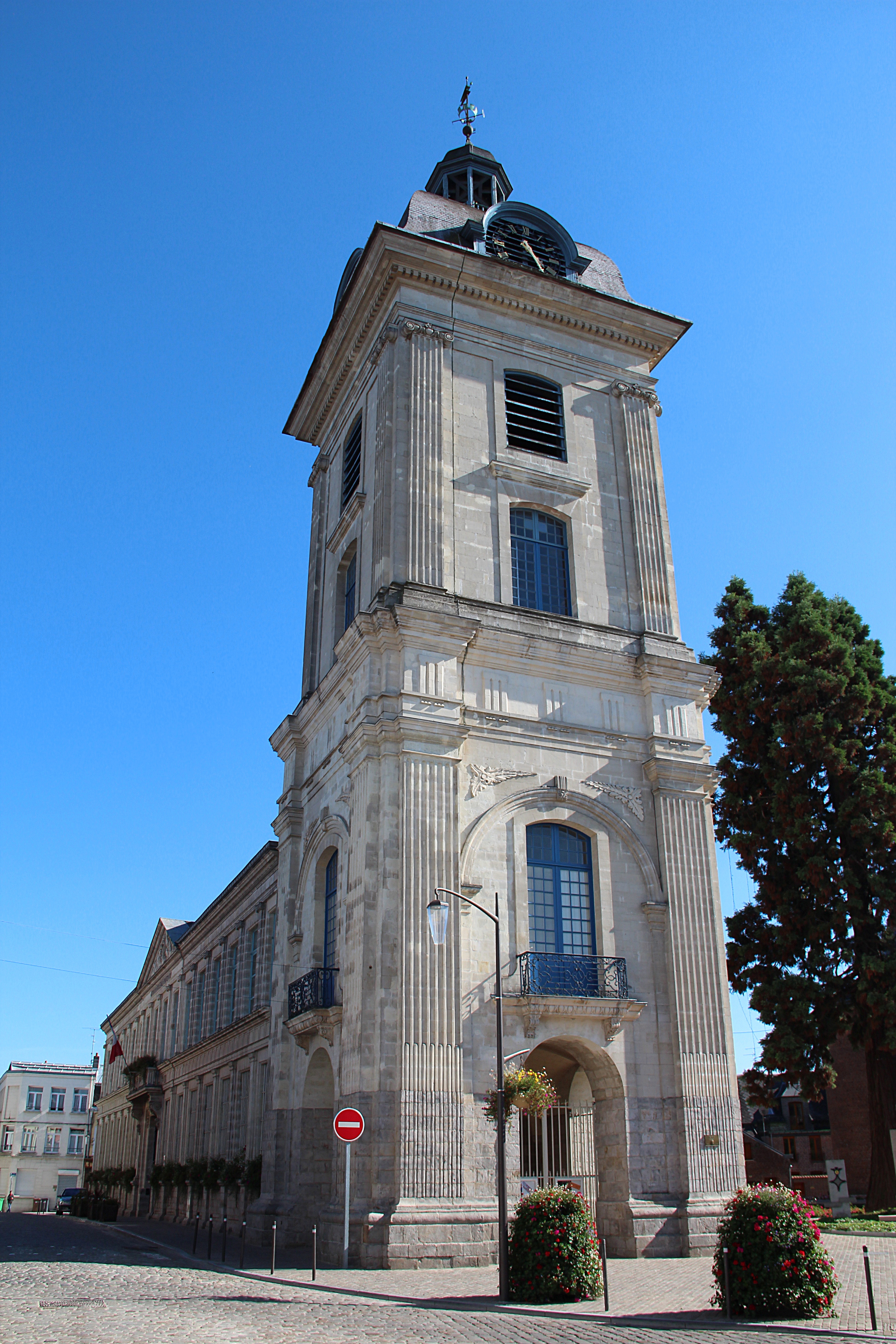
Здание мэрии с беффруа

В 1169 году Ле-Кенуа посетил император Фридрих I Барбаросса, приехавший сюда на свадьбу графа Балдуина V и Маргариты Фландрской.
В 1345 году графство Геннегау вместе с Ле-Кенуа переходит к роду Виттельсбахов, а в 1433-м входит в герцогство Бургундия.
С 1477 года город французский, однако эта его принадлежность ещё долго оспаривалась Габсбургами. Король Франциск I строит здесь в XVI веке крепость, которую модернизирует в 1659 году военный инженер Вобан по указанию короля Людовика XIV.
Во время Войны за испанское наследство Ле-Кенуа был занят австрийскими войсками под командованием Евгения Савойского.
В 1793 году, в ходе Первой коалиционной войны, австрийская армия принца Кобургского в результате непродолжительной осады завладела городом. Летом следующего года роли противников поменялись и в результате новой осады город вновь вернулся под контроль республиканцев.
В Первую мировую войну в 1914 году захвачен немцами, освобождён новозеландскими войсками в 1918 году.
В годы Второй мировой войны был вновь занят немцами, затем возвращён Франции.

## Достопримечательности
- Остатки оборонительных укреплений, построенных Вобаном
- Церковь Нотр-Дам
- Развалины замка XII века
- Беффруа здания мэрии

## Экономика
Структура занятости населения:
- сельское хозяйство — 1,6 %
- промышленность — 9,1 %
- строительство — 1,6 %
- торговля, транспорт и сфера услуг — 34,3 %
- государственные и муниципальные службы — 53,4 %

Уровень безработицы (2017) — 21,2 % (Франция в целом — 13,4 %, департамент Нор — 17,6 %). 

Среднегодовой доход на 1 человека, евро (2017) — 18 310 (Франция в целом — 21 110, департамент Нор — 19 490).

## Демография
Динамика численности населения, чел.

## Администрация
Администрацию Ле-Кенуа с 2014 года возглавляет вице-президент Совета региона О-де-Франс, член партии Республиканцы Мари-Софи Лен (Marie-Sophie Lesne). На муниципальных выборах 2020 года возглавляемый ею правый блок одержал победу в 1-м туре, получив 57,25 %.
| Период | Период | Фамилия        | Партия                                   | Примечания                                                         |
| ------ | ------ | -------------- | ---------------------------------------- | ------------------------------------------------------------------ |
| 1977   | 1983   | Эдмон Ланфран  | Социалистическая партия                  |                                                                    |
| 1983   | 2001   | Поль Рау       | Социалистическая партия                  | учитель, сенатор, вице-президент Генерального совета департамента  |
| 2001   | 2008   | Фредди Дольфен | Социалистическая партия                  |                                                                    |
| 2008   | 2014   | Поль Рау       | Социалистическая партия                  | сенатор                                                            |
| 2014   |        | Мари-Софи Лен  | Союз за народное движение, Республиканцы | руководитель предприятия, вице-президент Совета региона О-де-Франс |

## Города-побратимы
- Морланвельз, Бельгия
- Ратинген, Германия
- Виллароса, Италия
- Кеймбридж, Новая Зеландия
- Деж, Румыния

## Знаменитые уроженцы
- Якоба Баварская, графиня Геннегау (1401—1436)
- Филипп де Клев (1459—1528), нидерландский военный деятель XV и начала XVI веков, адмирал Нидерландов, советник императора Священной Римской империи Максимилиана

## Галерея

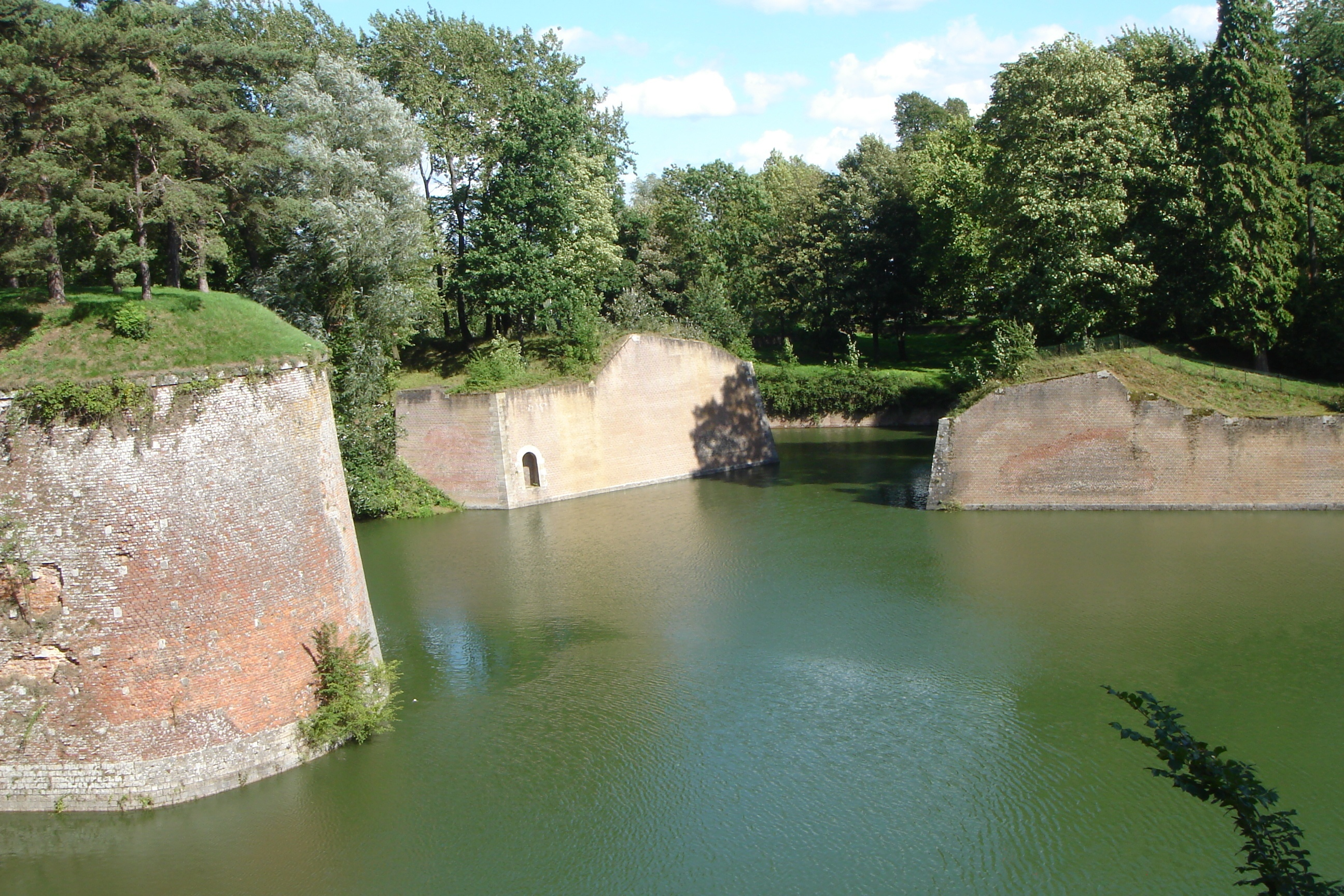
Остатки крепостных стен
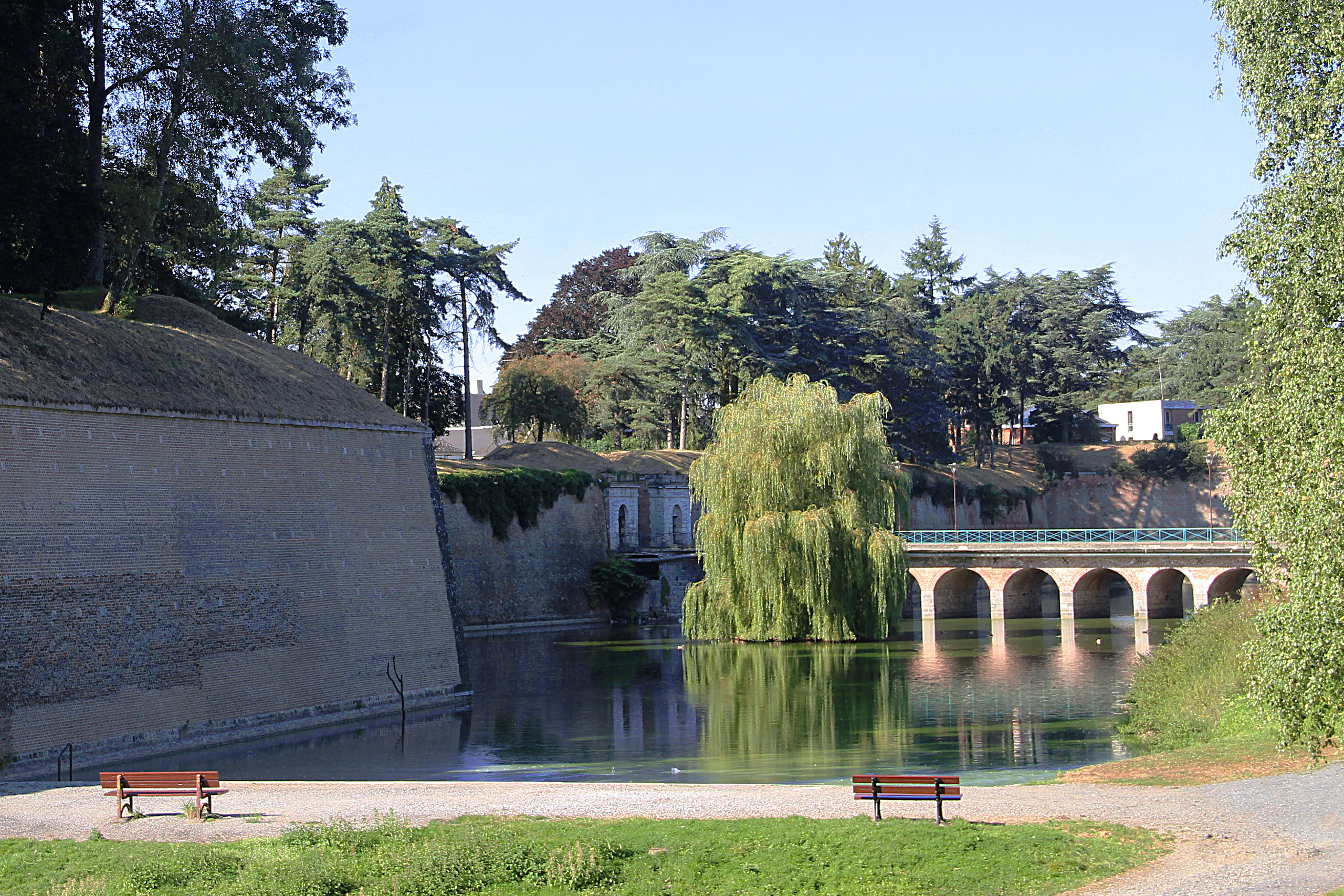
Сохранившаяся часть цитадели
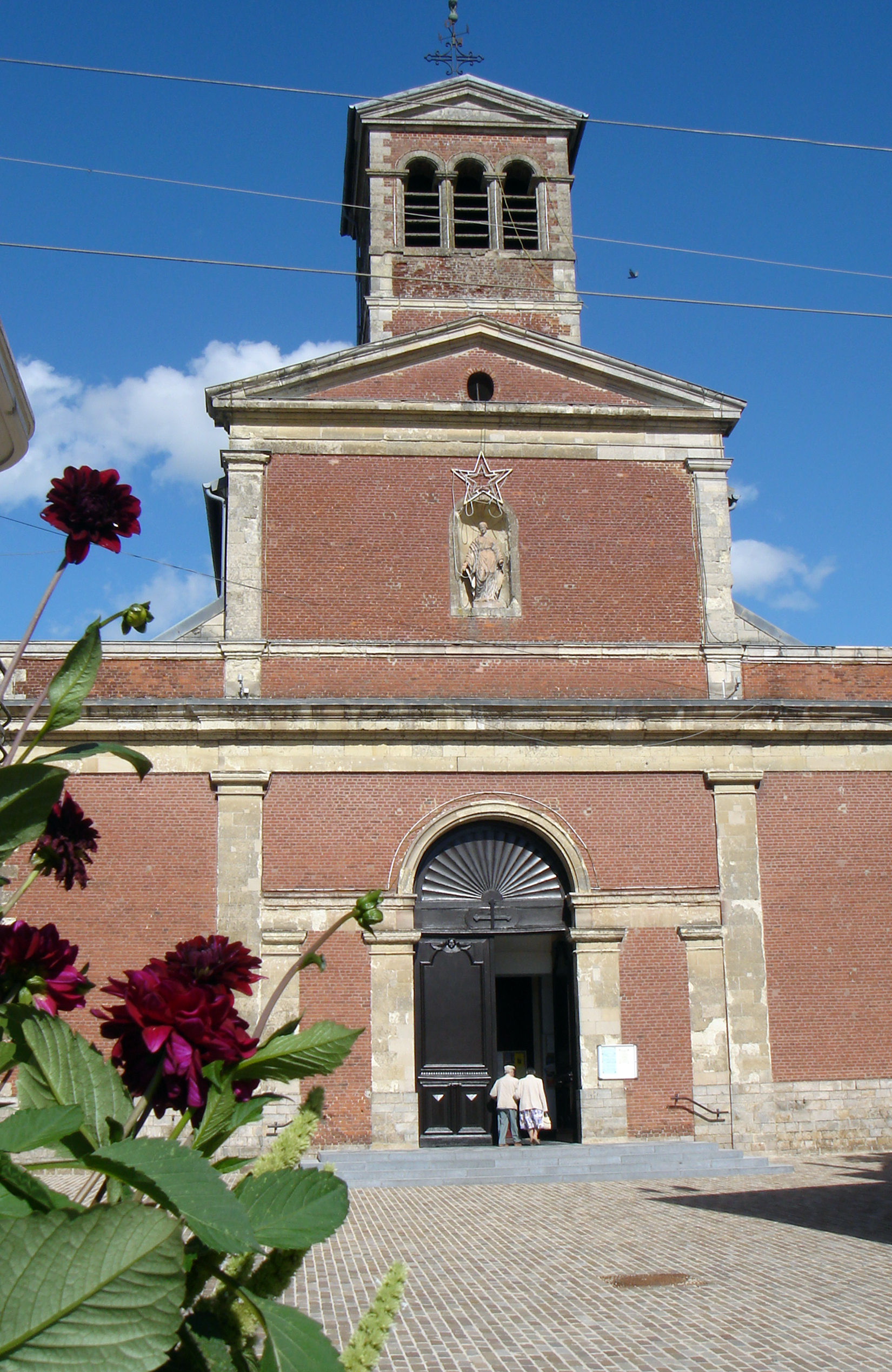
Церковь Нотр-Дам
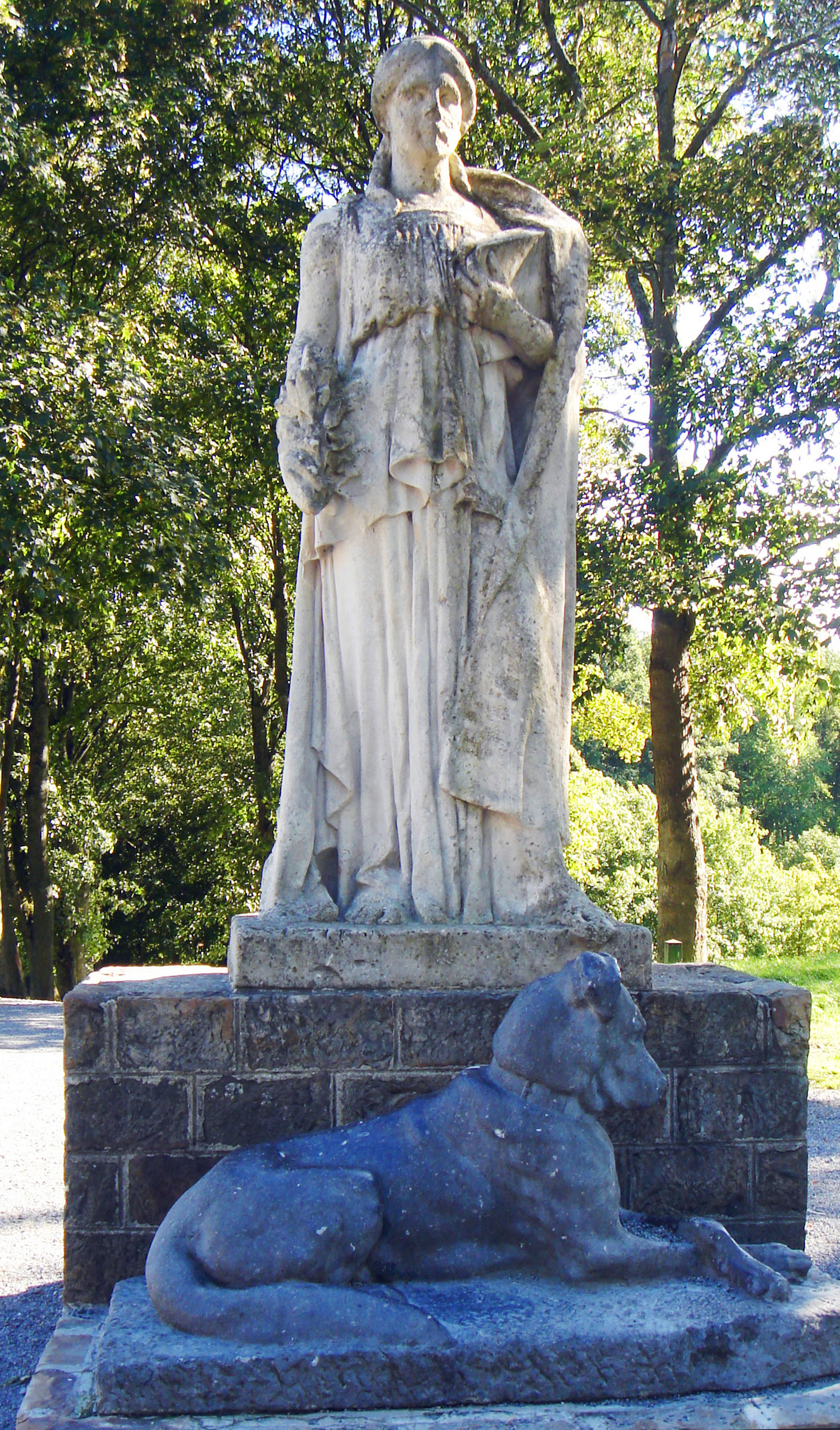
Статуя Мудрости